# Nucli antic de Cervera
El nucli antic de Cervera o centre històric, comprèn la ciutat vella, articulada pel carrer Major, des de la plaça Major fins a l'antic portal de Santa Maria i el barri de la Universitat, presidit per l'imposant edifici del segle xviii. Pel seu valor artístic i arquitectònic fou declarat bé d'interès cultural, en la categoria de conjunt històric, el 1991.

## Història
Tot i les restes d'ocupació anterior, de fet la vila es desenvolupà a redós del castell, situat al cim del puig Montseré, al SW de l'actual nucli urbà i documentat per primera vegada el 1026. Al llarg del segle xi sempre s'esmenta el castell i el terme de Cervera però a l'inici del segle xii ja es documenta la vila de Cervera. El 1126, Ponç Hug de Cervera, la seva muller Beatriu i llurs fills cedeixen a Guillem Arnau i la seva esposa una casa a «infra villa Cervera iuxta murum.» El nucli construït deuria ser ja considerable. L'any 1182, Alfons I concedia als habitants de Cervera el permís de formar confraries i nomenar cònsols que els representessin. També els donava la facultat de fer hosts i cavalcades contra cristians i sarraïns. El 1197, la vila fou eximida dels mals usos per un privilegi concedit pel castlà Ramon de Cervera i confirmat per Pere I el 1208. El 1275, Jaume I concedí als cerverins el privilegi de ser vila reial. Des del segle xiii, els cònsols foren anomenats paers. En el «Llibre de Consells» de 1332 s'indica que les juntes es feien a la «sala de la paeria».
La vila deuria ser emmurallada des d'antic però al segle xiii, Pere II, davant del perill de la croada contra Catalunya ordenà fortificar la vila amb murs i valls. Tot i això, la construcció del gran recinte de muralles que convertiren la ciutat en una veritable fortalesa es realitzà en temps de Pere III a mitjan segle xiv, davant la imminència de conflicte bèl·lic amb Castella. En aquest mateix segle s'inicià la construcció de l'església de Santa Maria.
El call jueu cerverí tingué una gran florida; tenia escola i alguna biblioteca notable. Com molts altres calls jueus sofrí l'assalt del 1391 tot i que perdurà fins al 1492 amb l'expulsió dels jueus.
Cervera acollí la cort general del 1359. En aquesta cort s'aprovaren vint-i-set constitucions o lleis generals. Durant la guerra civil catalana (1462-1472) contra Joan II, Cervera es convertí en una important plaça de la resistència al monarca. El 1462, aïllada i sense vitualles, capitulà i restà a l'arbitri del capità Bernat de Saportella. El 1469, hi tingué lloc el parlament en el qual l'infant Ferran acceptà les condicions del seu matrimoni amb Isabel I de Castella.
Cervera patí greus calamitats al segle xvii, durant la guerra dels Segadors. Per posar-hi remei, la vila fou autoritzada el 1641 a encunyar moneda d'argent i coure. El 1701, Felip V d'Espanya de la dinastia dels Borbó, jurà a Cervera els privilegis de la vila la qual, l'any següent, aconseguí el títol de ciutat. La immediata guerra de successió mostrà que hi havia un nucli filipista i, un cop acabat el conflicte, aconseguí diversos privilegis entre els quals la concessió d'una universitat literària que substituí totes les altres de Catalunya.

## Arquitectura

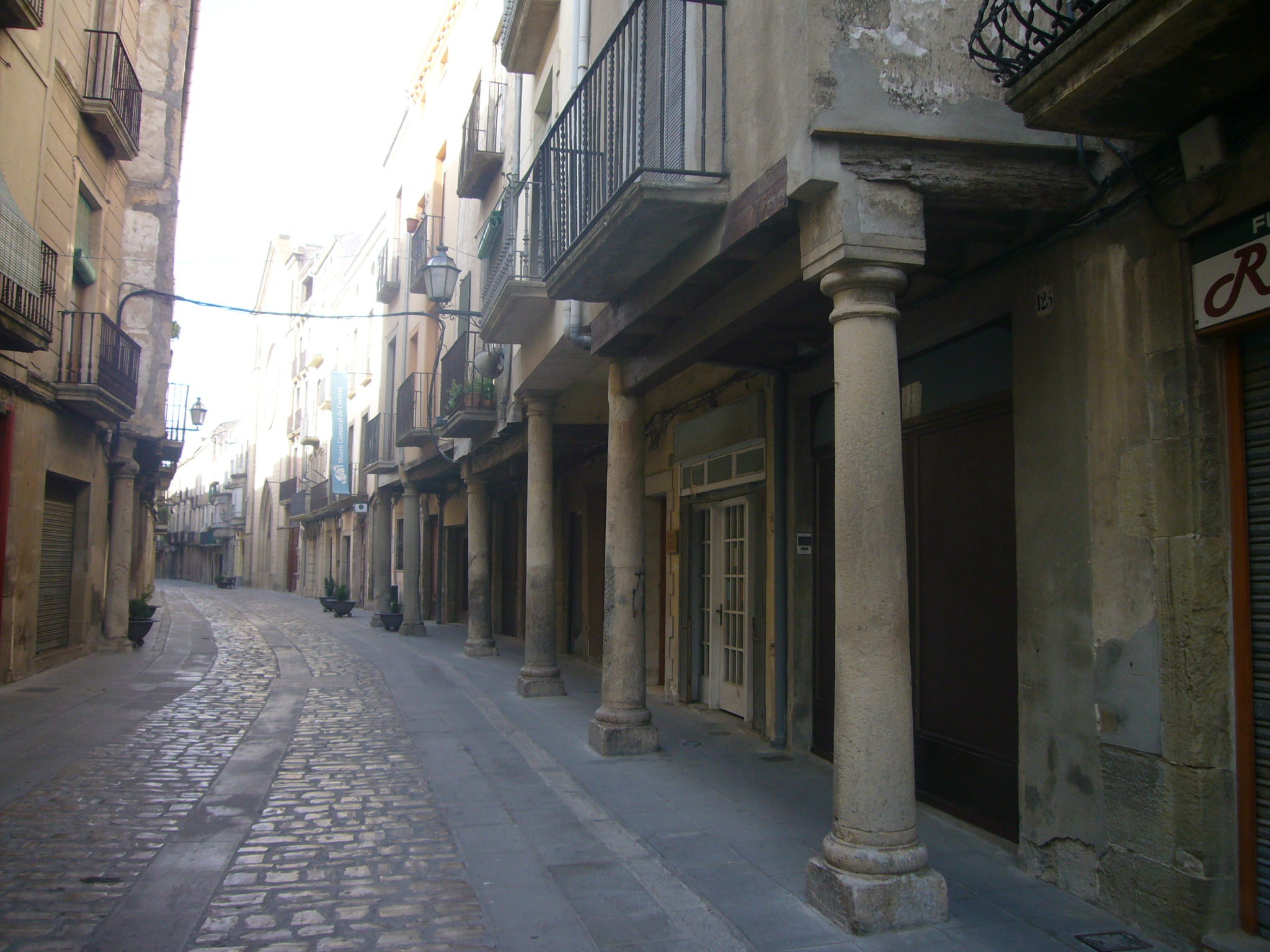
Segment del Carrer Major (2012)

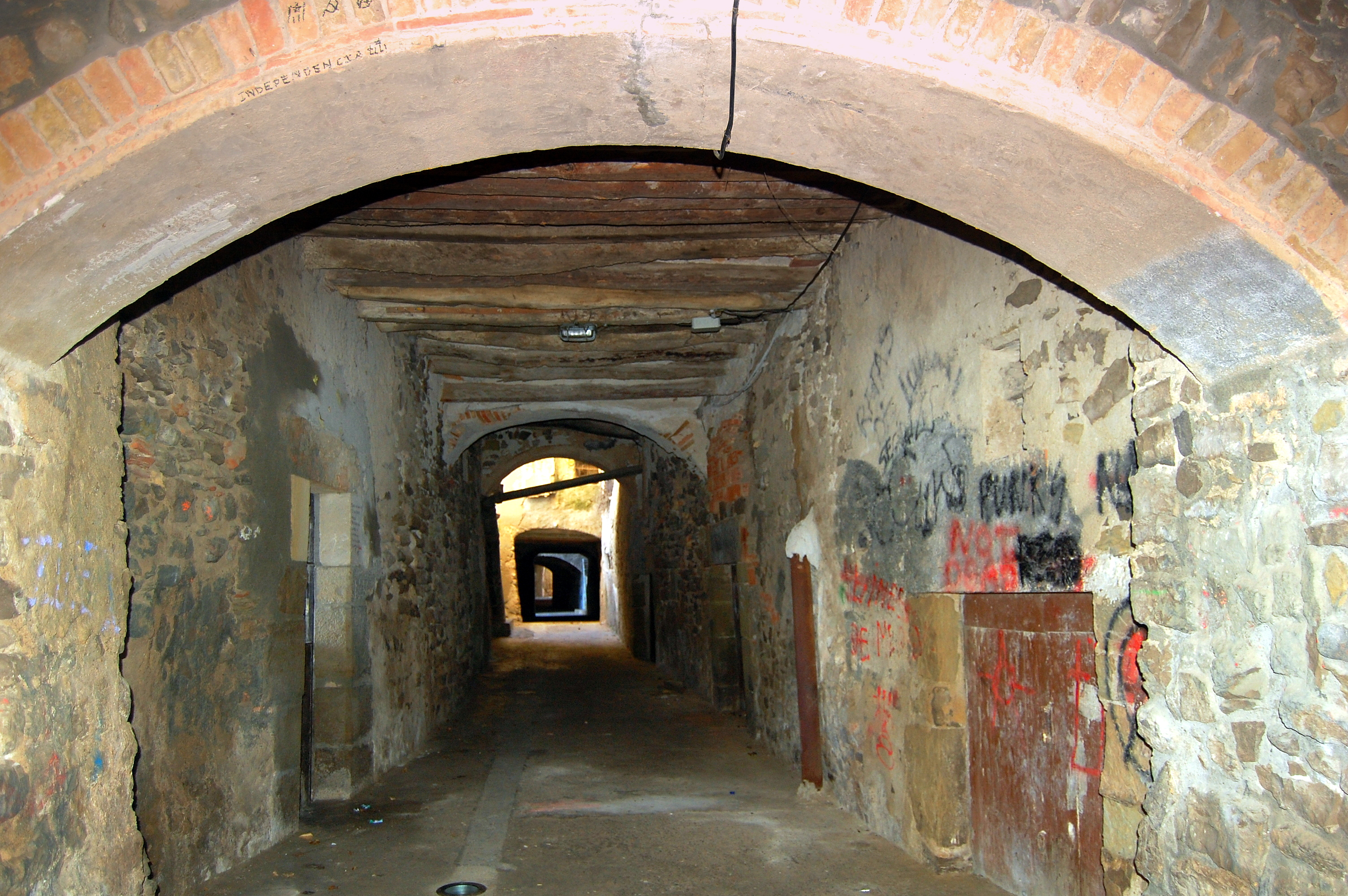
Carrer de les Bruixes (2009)

Urbanísticament, cal destacar la plaça i el carrer Major, que conserven part de les antigues voltes o porxos, així com els carrerons típics, com el de les Bruixes (antigament dit carrer de Sant Bernat) o el de Sabater, que corren paral·lels al primer i que són coberts pels passos elevats que comuniquen el costat posterior d'algunes cases amb l'exterior. Des del punt de vista arquitectònic, es troben al centre històric els edificis més notables de Cervera, com l'església de Santa Maria (segles XIV-XV), la casa de la vila (segles XVII-XVIII), algunes esglésies i cases nobles del carrer Major (com la casa Joan o la casa Duran), el convent de Sant Domènec, l'església de Sant Ignasi, i l'antiga Universitat (s. XVIII).

L'organització urbanística de Cervera a l'edat mitjana és fruit de quatre moments. El primer, al segle xi va representar l'edificació d'un primer grup de cases al voltant del castell. El segon, al segle xii sobretot, suposà la creació de la vila closa al llarg del Carrer Major. En el tercer, a partir del segle xiii, es constituïren diverses vilanoves o ravals. Al quart, al segle xiv, es construïren les muralles i s'unificaren els diversos llocs de poblament anteriors.

Al segle xi es degué construir una torre i un castell en el mateix indret on probablement hi havia un «oppidum» d'època musulmana o més antiga. Al voltant del castell es creà una població castral closa en un primer recinte de muralles formades potser per les parets de les cases. L'element constructiu més característic de la vila medieval és el Carrer Major, en el tram meridional, situat entre la plaça del Mercadal i la capella de Sant Bernat. Els habitatges s'hi construïren a banda i banda ordenadament, com en altres viles closes de la comarca, i tenen una façana molt estreta. Els grans canvis s'esdevingueren al segle xiii i inici del XIV. S'amplià el Carrer Major cap a nord fins a doblar-ne l'extensió i el límit es traslladà del Portal Mitjà, situat al costat de la capella de Sant Bernat fins al portal de Santa Maria. A més a més, es creà un raval a llevant del castell i de l'església parroquial anomenat vilanova de Sant Francesc o de Framenors. A la banda oposada, a ponent de l'església i del castell es bastí la vilanova de Sant Domènec. Un darrer raval fou el Cap Corral, que es creà més enllà del portal de Santa Maria al llarg del camí que anava cap a les Oluges i del camí que menava cap a Agramunt. A llevant i poc abans del lloc on confluïen aquests dos camins es construí el call jueu. Segons documents del segle xiv, a la banda nord de la població hi devia haver un vall, més enllà del portal de Santa Maria, que es superava per un pont.